# Kroppen
Kroppen (baix sòrab: Kropnja) és una ciutat alemanya que pertany a l'estat de Brandenburg. Forma part de l'Amt Ortrand. Limita a l'oest amb Ortrand i Großkmehlen, al nord-est amb Frauendorf i Ruhland, i a l'est amb Hermsdorf.

## Demografia
| Població de Kroppen de 1875 a 2007 | Població de Kroppen de 1875 a 2007         | Població de Kroppen de 1875 a 2007 | Població de Kroppen de 1875 a 2007 | Població de Kroppen de 1875 a 2007 | Població de Kroppen de 1875 a 2007 | Població de Kroppen de 1875 a 2007 | Població de Kroppen de 1875 a 2007 | Població de Kroppen de 1875 a 2007 | Població de Kroppen de 1875 a 2007 | Població de Kroppen de 1875 a 2007 | Població de Kroppen de 1875 a 2007 | Població de Kroppen de 1875 a 2007 | Població de Kroppen de 1875 a 2007 |
| Any                                | Població                                   | Any                                | Població                           | Any                                | Població                           | Any                                | Població                           | Any                                | Població                           | Any                                | Població                           | Any                                | Població                           |
| ---------------------------------- | ------------------------------------------ | ---------------------------------- | ---------------------------------- | ---------------------------------- | ---------------------------------- | ---------------------------------- | ---------------------------------- | ---------------------------------- | ---------------------------------- | ---------------------------------- | ---------------------------------- | ---------------------------------- | ---------------------------------- |
| 1777                               | 25 propietaris, 10 jardiners, 27 camperols | 1825                               | 472                                | 1875                               | 500                                | 1890                               | 540                                | 1910                               | 550                                | 1925                               | 589                                | 1933                               | 580                                |
| 1939                               | 707                                        | 1946                               | 820                                | 1950                               | 908                                | 1964                               | 1008                               | 1971                               | 971                                | 1981                               | 925                                | 1985                               | 916                                |
| 1989                               | 860                                        | 1990                               | 848                                | 1991                               | 840                                | 1992                               | 835                                | 1993                               | 827                                | 1994                               | 826                                | 1995                               | 819                                |
| 1996                               | 823                                        | 1997                               | 814                                | 1998                               | 828                                | 1999                               | 817                                | 2000                               | 825                                | 2001                               | 804                                | 2002                               | 775                                |
| 2003                               | 778                                        | 2004                               | 770                                | 2005                               | 762                                | 2006                               | 753                                | 2007                               | 759                                |                                    |                                    |                                    |                                    |